# Георги Мамалев
Георги Анастасов Мамалев е български актьор.

## Биография
Роден е на 5 август 1952 г. в с. Мамарчево, (Болярово). Завършва актьорско майсторство за драматичен театър във ВИТИЗ „Кръстьо Сарафов“ през 1977 г. в класа на проф. Енчо Халачев.
От 1977 г. е в Народния театър „Иван Вазов“. Сред театралните му роли са: Аврам Совалката в „Опит за летене“ от Йордан Радичков, Сречко Розмарина и Бато в „Сборен пункт“ от Д. Ковачевич, Загорецки в „От ума си тегли“ от Александър Грибоедов, Фратю в „Чичовци“ от Иван Вазов, Дромио от Сиракуза в „Комедия от грешки“ и Пък в „Сън в лятна нощ“ от Шекспир, Шура Балаганов във „Великият комбинатор“ по Иля Илф и Евгений Петров, Рафаеле в „Призраци в Неапол“ от Едуардо де Филипо.
Сред ролите му са Гошо от „Оркестър без име“, принц Алфонсо от „13-ата годеница на принца“, Стефан Стамболов в „Записки по българските въстания“ и капитан Мортимър от „Последни желания“. Участвал е в радио записи за БНР.
Член на Съюз на българските филмови дейци (1989).
Мамалев, Павел Поппандов и Велко Кънев създават популярния проект НЛО, а по-късно и едниоменното телевизионно предаване Клуб НЛО. Извън групата Мамалев има и самостоятелни записи, някои от които са правени специално за фестивал на хумористичната песен „Златният кос“, създаден през 1975 като пародия на „Златният Орфей“, но оцелял много по-дълго от него.
През 2002 г. Мамалев отбеляза юбилея си с моноспектакъла „Разбираш ли ме правилно?“. През 2005 г. води за кратко предаването „Свободно с Мамалев“ по БНТ. През 2008 г. участва в шоуто Dancing stars. Често играе в „Каналето“.

## Театрални роли
- „Ричард III" от Уилям Шекспир - Ричард III
- „Сако от велур“ от Станислав Стратиев - Чиновникът
- "Йерма“ от Федерико Гарсия Лорка – Самец
- „Свекърва“ от Антон Страшимиров – Велчо
- „Последната нощ на Сократ“ от Стефан Цанев – Пазачът
- „Волпоне“ от Бен Джонсън – Волпоне
- „Двубой“ от Иван Вазов – Чушкаров
- "Сборен пункт“ от Душан Ковачевич – Сречко Розмарина и Бато
- „Празникът“ от Николай Хайтов – Паунчо
- „Опит за летене“ от Йордан Радичков – Аврам „Совалката“ и Даскал Киро
- „Сборен пункт“ от Душан Ковачевич – Сречко „Розмарина“ / Бато
- „От ума си тегли“ от Александър Грибоедов – Загорецки
- „Чичовци“ от Иван Вазов – Фратю
- „Комедия от грешки“ от Уилям Шекспир – Дромио от Сиракуза
- „Сън в лятна нощ“ от Уилям Шекспир – Пък
- „Венецианският търговец“ от Уилям Шекспир – Гобо
- „Великият комбинатор“ по Иля Илф и Евгений Петров – Шура Балаганов
- „Призраци в Неапол“ от Едуардо де Филипо – Рафаеле

## Телевизионен театър
- „Безумният Журден“ (1982) (от Михаил Булгаков по мотиви на Молиер, реж. Магда Каменова) – Клеонт
- „Вестникар ли?“ (1982) (от Иван Вазов, реж. Асен Траянов) – Деркович
- „Старчето и стрелата“ (1982) (от Никола Русев, реж. Орфей Цоков) – Сим
- „История на отживялото живуркане“ (1979) (Михаил Салтиков-Щедрин и Сергей Михалков), 2 части – Лука Радеде
- „Гледна точка“ (1977) (Василий Шукшин)
- „Пътник без багаж“ (1977) (Жак Ануи)

## Филмография
| Година      | Филми и Сериали                                             | Серии  | Копродукции                 | Роля                                       |
| ----------- | ----------------------------------------------------------- | ------ | --------------------------- | ------------------------------------------ |
| 2017        | Ние, нашите и вашите                                        | 24     |                             | Константин (в 6 серии)                     |
| 2016        | Летовници                                                   |        |                             | погребален агент                           |
| 2014        | Пътят към Коста дел Маресме Българска рапсодия – 2 заглавие |        | България / Израел           | Перо                                       |
| 2007        | Ваканцията на Лили                                          | 6      |                             | режисьорът Великов                         |
| 2007        | Летете с Росинант                                           |        | България / Сърбия / Австрия | Гошо, шофьора на автобуса                  |
| 2007        | Приключенията на един Арлекин                               | 4      |                             | Нестор                                     |
| 1993        | Пантуди                                                     |        |                             |                                            |
| 1990        | Немирната птица любов                                       |        |                             | рогоносецът                                |
| 1990        | Карнавалът                                                  |        |                             | осведомителят                              |
| 1989        | Разводи, разводи...                                         | 6 нов. |                             | съдия (в 3-та новела „Свидетелите“)        |
| 1989        | Брачни шеги                                                 | 6 нов. |                             | Митко Цонев (в 1-вата новела „Талант“)     |
| 1989        | Мъже без мустаци                                            | 6      |                             | Здравков                                   |
| 1989        | Адио, Рио                                                   |        |                             | доцент Гошо Попрусков, патологоанатомът    |
| 1989        | Призвание                                                   |        |                             |                                            |
| 1988        | Пибипкащият нос                                             |        |                             | доктор                                     |
| 1987        | Един ден аванс                                              |        |                             |                                            |
| 1987        | Патилата на Спас и Нели                                     |        |                             | фокусникът                                 |
| 1987        | Само ти, сърце...                                           |        |                             | шофьорът с кокошките                       |
| 1987        | Петък вечер                                                 |        |                             | таксиметровият шофьор                      |
| 1987        | 13-та годеница на принца                                    |        |                             | принц Алфонсо                              |
| 1986        | Васко да Гама от село Рупча                                 | 6      |                             | Владо, братът на Женя                      |
| 1986        | Приземяване                                                 |        |                             |                                            |
| 1985        | Константин Философ                                          | 2      |                             | Теофил                                     |
| 1985        | Скакалци                                                    |        |                             | Рошков                                     |
| 1984        | В името на народа                                           | 8      |                             | Бойчо                                      |
| 1983        | Константин Философ                                          | 6      |                             | Теофил                                     |
| 1983        | Последни желания                                            |        |                             | капитан Мортимър                           |
| 1983        | Господин за един ден                                        |        |                             | Керкелезов                                 |
| 1983        | Човек не съм убивал                                         |        |                             | Геодим                                     |
| 1982        | Оркестър без име                                            |        |                             | Гошо                                       |
| 1981        | Слънчеви пера (тв)                                          |        |                             | кметът                                     |
| 1981        | Солистът                                                    |        |                             | велосипедистът – клиент                    |
| 1980        | Спилитим и Рашо                                             | 20     |                             | капитан Рашо                               |
| 1980        | Двойникът                                                   |        |                             | радио-репортерът                           |
| 1980        | Сляпо куче                                                  |        |                             |                                            |
| 1979        | Много мили хора (тв)                                        |        |                             | Георги                                     |
| 1979        | Случки на открито (тв)                                      |        |                             |                                            |
| 1978        | Пътят към София (Путь к Софии) (тв сериал)                  | 5      | България/СССР               | турчин (не е посочен в надписите на филма) |
| 1978        | Всички и никой                                              |        |                             | циганин                                    |
| 1978        | Бъди благословена                                           |        |                             | Огнян, таксиметровият шофьор               |
| 1977        | Звезди в косите, сълзи в очите                              |        |                             | Колката, суфльора                          |
| 1977        | Петимата от РМС                                             | 5      |                             | партизанин (в 1 серия: IV)                 |
| 1976 – 1980 | Записки по българските въстания                             | 13     |                             | Стефан Стамболов (в 3 серии – 4,5 и 6-а)   |
| 1974        | Изповед в ареста                                            |        |                             | приятелят Иванов                           |
| 1974        | На живот и смърт                                            | 3      |                             |                                            |
| 1974        | Пазачът на крепостта                                        |        |                             | Митака                                     |
| 1973        | Като песен                                                  |        |                             | Илийката (Илия) ремсист                    |

## Дублаж
- „Планета 51“ (2009)